# Еміль Амага
Еміль Амага (фр. Emile Amagat; 2 січня 1841, Сен-Сатюр — 15 лютого 1915) — французький фізик.
Член Паризької академії наук (1902; член-кореспондент від 1890 року), іноземний член Лондонського королівського товариства (1897).

## Життєпис
Народився в Сен-Сатюрі (департамент Шер у центрі Франції). У 1867—1872 роках працював професором у Центральній гімназії швейцарського Фрібура. Потім обіймав таку ж посаду в Католицькому університеті Ліона, а від 1892 року — в Політехнічній школі в Парижі.

## Наукова діяльність
Відомий працями в галузі молекулярної фізики. Зокрема, вивчав поведінку газів за різних тисків та температур, залежність температури плавлення від тиску, стисливість рідин. Отримав криві стисливості так званих постійних газів за 200 °C і тиску 3000 атм. При цьому виявив, що за високого тиску поведінка газів відхиляється від закону Бойля — Маріотта.
На його честь названо позасистемну одиницю концентрації частинок — амага.
Набір ізотерм флюїду в координатах PV—P, де P — тиск, V — об'єм, отримав назву діаграми Амага. Відхилення експериментально знайдених ізотерм реального газу від горизонтальних прямих на діаграмі Амага дозволяє наочно судити про відхилення властивостей реального газу від поведінки ідеального газу.

## Галерея

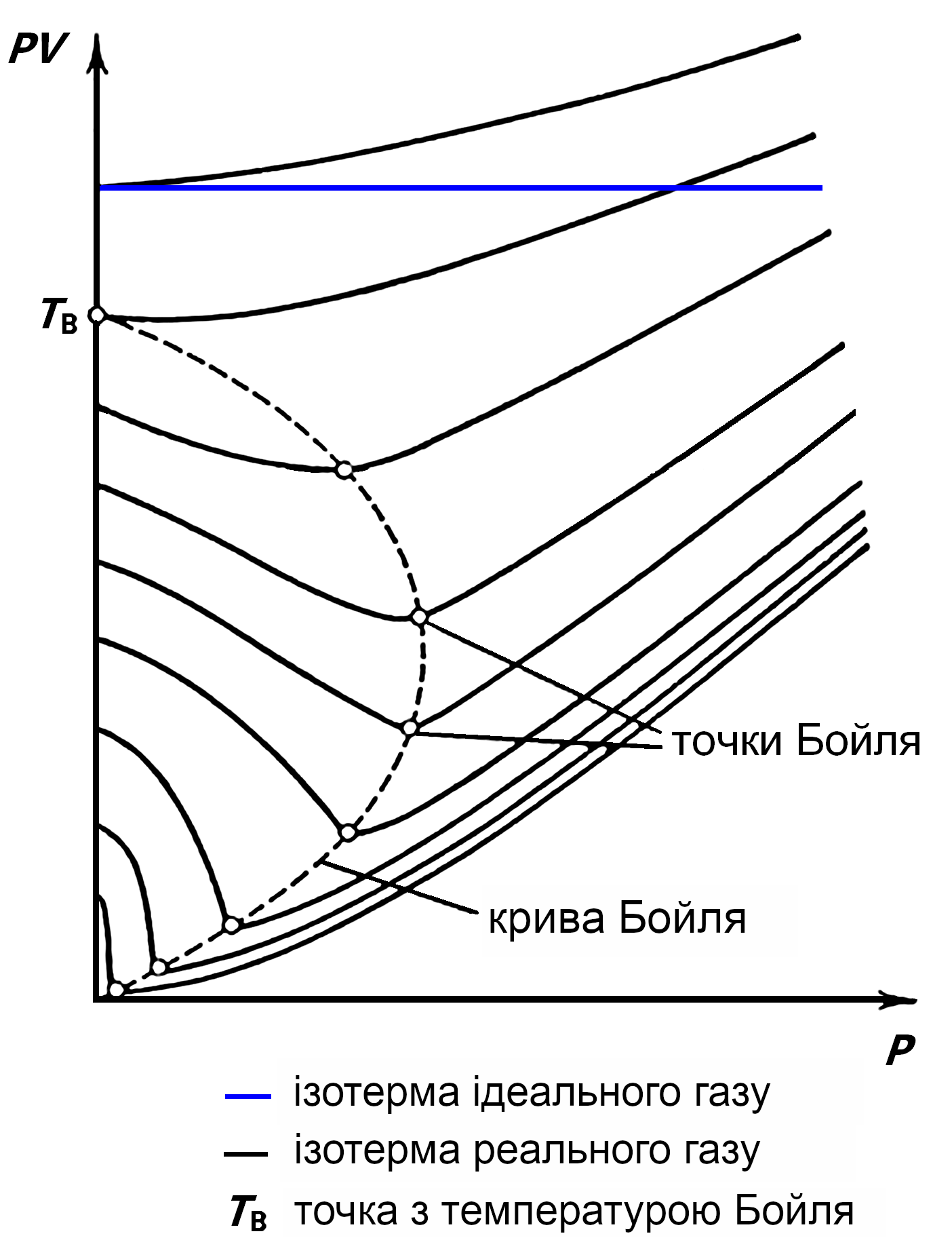
Діаграма Амага реального газу

## Вибрана бібліографія
- «Sur la compressibilité d. gaz» надруковано в «Ann. d. chim. et d. physique» за 1880—1883 р. у № 19, 22 і 28